# William Nylander (botaniker)
William Nylander, född 3 januari 1822 i Uleåborg, död 29 mars 1899 i Paris, var en finländsk naturforskare. Han var farbror till John William Nylander.

## Biografi

### Bakgrund
William Nylander föddes i Uleåborg som son till köpmannen Anders Nylander och Margareta Magdalena Fahlander, som tillhörde prästsläkten Fahlander. Redan under studietiden intresserade sig Nylander för naturvetenskap och färdades runtom i Finland för att samla insekter. Han blev student vid Kejserliga Alexanders Universitetet i Finland i Helsingfors 1839, filosofie kandidat 1843 samt medicine och kirurgie doktor 1847. Hans tidigaste arbeten var av entomologiskt innehåll och betraktades som viktiga bidrag till kännedomen om de nordiska steklarna, särskilt myror och bin. Han inriktade sig dock därefter uteslutande på botanik och han ägnade sig nästan helt åt lavarnas systematik.

### Karriär
Största delen av Nylanders vetenskapliga utveckling och verksamhet ägde rum i Frankrike. Där publicerade han Essai d'une nouvelle classification des lichens (1854–1855), ett nytt system, som han med obetydliga förändringar bibehöll, Herbarium lichenum parisiensium (1853-56), Prodromus lichenographiæ Galliæ et Algeriæ (1857, prisbelönt av Académie nationale des sciences, belles-lettres et arts i Bordeaux), Énumération générale des lichens avec l'indication sommaire de leur distribution géographique (1858) samt sitt mest omfattande arbete: Synopsis methodica lichenum omnium hucusque cognitorum, I (1858–1860, fortsatt 1886, men oavslutat).
År 1857 blev Nylander den förste innehavaren av lärostolen i botanik i Helsingfors och på hans initiativ började Societas pro Fauna et Flora Fennica 1858 utge sina "Notiser". Han verkade aktivt i sällskapet, bland annat som vice ordförande och som intendent för sällskapets entomologiska samlingar. Allt vad universitetets samlingar innehöll av finländska växter sammanställdes (i samarbete med Thiodolf Sælan) i Herbarium musei fennici (1859), exkurrenter utsändes, deras samlingar bestämdes, avhandlingar publicerades. Från denna tid daterar sig ett av Nylanders huvudarbeten: Lichenes Scandinaviæ (1861, i "Notiser").
År 1863 erhöll Nylander på egen begäran avsked från sin professur och bosatte sig i Paris, där han levde i yttersta anspråkslöshet och tillbakadragenhet. Han kom i strid med alla människor, med vilka han kom i kontakt, både forskare och andra, och sina sista år levde han totalt isolerad. Hans stora och värdefulla lavherbarium samt bibliotek tillföll Helsingfors universitets Botaniska museum enligt en överenskommelse från 1878, då finländska staten beviljade honom en årlig livstidspension på 1 200 francs.

### Betydelse
Nylander var den förste, som på ett konsekvent och omfattande sätt använde mikroskopet inom den systematiska lichenologin; han var även den, som genomförde användningen av mikroskopiska reagens för karakteristik av arterna. Ända in på 1880-talet var han, trots sin hänsynslösa vetenskapliga polemik, erkänd som samtidens främste lichenolog. Samling efter samling från alla delar av världen tillsändes honom för vetenskaplig bearbetning.
Nylander publicerade artiklar i olika vetenskapliga tidskrifter och i lärda sällskaps publikationer, huvudsakligen i Frankrike och Tyskland. Han fick särskild betydelse vad gäller utredningen av de tidigare i hög grad försummade exotiska lavarna. Franska vetenskapsakademien tilldelade honom 1868 det desmazièrska priset för hans arbeten rörande Nya Granadas och Nya Kaledoniens lavar samt med hänsyn till hans övriga verksamhet. Han opponerade sig starkt mot Simon Schwendeners och Jean-Baptiste Édouard Bornets lära om lavarna som dubbelväsen, sammansatta av en alg och en svamp, dock utan att lyckas genomdriva denna uppfattning. Han tilldelades även många andra vetenskapliga utmärkelser och var ledamot eller hedersledamot av en mängd lärda samfund.
Nylander bidrog också till att utveckla metoder för att använda lavar som indikatorer på luftföroreningar, vilket har blivit en viktig del av miljövetenskapen.
Auktorsnamnet Nyl. kan användas för William Nylander (botaniker) i samband med ett vetenskapligt namn inom botaniken; se Wikipediaartiklar som länkar till auktorsnamnet.

### Personligt liv
William Nylander föddes i Uleåborg som son till köpmannen Anders Nylander och Margareta Magdalena Fahlander. Han tog studentexamen 1839 och fortsatte sina studier vid Helsingfors universitet där han tog flera akademiska examina, inklusive filosofie kandidat 1843, filosofie magister 1844, licentiat 1845, och medicine och kirurgie doktor 1847. Han bodde i Paris från 1863 till sin död 1899.

## Verk
Några av Nylanders viktigaste verk inkluderar:
- Några iakttagelser vid inductionselectricitetens therapeutiska användning (1847)
- Animadversiones circa distributionem plantarum in Fennia (1852)
- Monographia caliciforum (1857)
- Expositio synoptica Pyrenocarpaeorum (1858)
- Lichenes Lapponiae orientalis (1866)
- Herbarium Lichenum Fenniae (1875, 1882)

Han översatte även flera verk från Kanteletar till svenska, vilket inkluderar:
- Aikansa kullaki (1845)
- Jo tulenkin kotihin (1845)
- Kummaistako kuuleminen? (1845)
- Kun tulis sulho vierahaksi (1845)
- Laulan lasta nukkumahan (1845)
- Lottdragerskan (1845)
- Mieli melkiässä (1845)
- Runo tyttäristä (1845)
- Unta täällä tarvitahan (1845)